# Фелипе Маса
Фелипе Маса (на португалски: Felipe Massa) е пилот от Формула 1. Роден е в Сао Пауло (Бразилия) на 25 април 1981 г.

## Ранни години
Още на 9 години Маса започва да се състезава с картинг, завършвайки първия си сезон на 4-то място. През следващите 7 години продължава да се състезава в национални и международни шампионати.
През 1998 г. се състезава във Формула Шевролет, завършвайки бразилския шампионат на 5-о място. През следващата година печели 3 от 10-те състезания и печели шампионата.
През 2000 г. Фелипе се премества в Европа, за да вземе участие в италианската Формула Рено. Още в първия си сезон спечелва шампионата.
Веднага след успеха си получава предложение да участва във Формула 3, но Фелипе избира да се състезава в европейските серии на Формула 3000. Спечелвайки 6 от 8-те състезания, талантливият пилот завършва на 1-во място в крайното класиране за сезона.
Предложенията към него не закъсняват и собственикът на отбора от Формула 1 „Заубер-Петронас“ – Петер Заубер, му предлага мястото на тест пилот в отбора за сезон 2001 г.

## Формула 1

### Заубер

#### 2002
В дебютния си сезон във Формула 1 Фелипе Маса има за съотборник бившия шампион във Формула 3000 Ник Хайдфелд. В желанието си да се докаже, Маса прави няколко груби грешки, последвани от завъртвания. В края на сезона успява да събере 4 точки. Най-доброто му представяне е петото място в състезанието за Голямата награда на Испания на пистата „Каталуния“.
По-късно през сезона получава наказание да не участва в състезанието за Голямата награда на САЩ. В отбора на Заубер е заместен от Хайнц-Харалд Френцен. Маса се завръща, за да участва в състезанието за Голямата награда на Япония, но получава неприятната новина, че през следващия сезон на негово място в отбора ще участва Хайнц-Харалд Френцен.

#### 2003
След като му е отказано място в отбора на Джордан, Маса се съгласява да стане тест пилот в отбора на Ферари за сезон 2003 г.

#### 2004
Показвайки потенциал в отбора на Ферари и давайки знаци, че грешките, които е правил, са вече зад гърба му, Маса се завръща като основен пилот в отбора на Заубер-Петронас за сезон 2004 г., където негов партньор е Джанкарло Фисикела. Сезон 2004 г. е успешен за пилота, като Маса печели 12 от 34-те точки, които отборът спечелва през сезона. По време на сезона Маса записва най-доброто си постижение в кариерата – 4-то място, постигнато в състезанието за Голямата награда на Белгия.

#### 2005
През сезон 2005 г. Маса остава в отбора на Заубер, където негов съотборник става бившият световен шампион Жак Вилньов. Маса показва по-добри резултати от съотборника си на почти всяка писта.

### Скудерия Ферари

#### 2006
Интересът към него отново нараства и Маса подписва договор с отбора на Ферари за сезон 2006 г., където негов съотборник е Михаел Шумахер.

#### 2007
Сезон 2007 за Маса не започва по най-добрия начин. На квалификацията за Гран При на Австралия пилотът има проблеми със скоростната кутия и трябва да смени двигателя си за състезанието. Заради този проблем и наказанието с десет места назад за смяната на двигателя, Маса стартира от 22-ра позиция. Залага на стратегия с едно спиране в бокса и завършва шести. Проблемите обаче продължават и в Малазйзия, където пилотите на Макларън го изпреварват на първия завой. Маса изскача от пистата при опит да изпревари Луис Хамилтън и загубва още две места. Завършва на пето място. Въпреки това, сезонът започва да става по-добър и той печели Гран При на Бахрейн и на Испания, като и на двете стартира от първа позиция. Стюардите на състезанието в Канада решават да дисквалифицират Маса за напускане на пит-лейна, докато свети червена светлина. След тази дисквалификация, печели още едно състезание – Гран При на Турция и завършва на подиум още шест пъти, като в последното състезание (Гран При на Бразилия той води през повечето време, но отстъпва мястото си на Кими Райконен, за да може той да спечели световната титла.
Маса завършва 2007 на четвърто място в шампионата при пилотите с 94 точки. През октомври 2007 бразилецът продължава договора си с Ферари до 2010 година.

#### 2008
Маса преживява ужасен първи уикенд на третата си година във Ферари. Отборът изненадващо изглежда неадекватно. Бразилецът е четвърти на грида, а състезанието му е дори по-неуспешно, защото се завърта на първия завой на първата обиколка, по време на обиколка 26 се сблъсква с Дейвид Култард, а след това отпада заради повреда в двигателя.
Нещата изглеждат по-добре в Малайзия, когато той постига първо място в квалификацията, половин секунда пред съотборника си Кими Райконен, но самото състезание не протича така хубаво. Бразилецът води през първите 16 обиколки, но е изпреварен от Райконен по време на пит-стоповете. Той все още е в битката за победата и преследва финландеца, но се завърта в обиколка 31 и отпада.
Маса отива в Бахрейн (където печели през 2007) без нито една точка. В падока дори се появяват слухове, че Ферари ще заменят бразилеца с пилота на Рено Фернандо Алонсо, които обаче са отхвърлени от президента на компанията Лука Ди Мотедземоло. Маса доминира през уикенда, но Робърт Кубица го побеждва в квалификацията и бразилецът стартира от втора позиция. На старта Фелипе изпреварва поляка още дори преди първия завой. Райконен скоро се придвижва до втора позиция, но не успява да повтори направеното в Малайзия. Маса е много по-бърз и печели блестяща победа, с 3 секунди преднина пред втория, с което постига първите си точки през сезона.
В Испания Маса е трети на квалификацията след Кими Райконен и Фернандо Алонсо. Той успява да изпревари Алонсо на старта и става втори, което място запазва и до края на състезанието.
Маса печели пол позишън на следващото състезание – Гран При на Турция. Той води от старта и запазва първото си място по време на първите спирания в бокса. По средата на състезанието Люис Хамилтън обаче го изпреварва. Оказва се обаче, че Макларън са избрали стратегия от три спирания за пилота си. След като британецът спира за трети път в бокса, Маса го изпреварва и завършва на първо място в състезанието. Това е трета победа за бразилеца на тази писта.
В Монако Маса успява да направи най-бърза обиколка в Q3 и взима пол позишън, с което изненадва самия себе си (по време на уикенда е споменал, че не харесва пистата). По време на състезанието успява да направи 15 секунди разлика пред втория, Кими Райконен, която обаче е стопена, заради излизането на кола за сигурност. Скоро Кими е извън битката за победата заради наказание. След като колата за сигурност освобождава пистата, Маса отново започва да се отдалечава пред Кубица, но за момент излиза от пистата и губи лидерството. Бразилецът изпреварва поляка по време на спиранията в бокса, но заложилият на стратегия с един стоп Люис Хамилтън вече е станал първи, далеч пред тях. По време на пит-стоповете на Маса му е сложено гориво за цялото състезание и се бори, държейки Кубица зад себе си. Обаче пистата изсъхва и бразилецът трябва да влезе в бокса за сухи гуми, след което се връща трети на пистата, зад Кубица и Хамилтън. Така завършва и състезанието. След него бразилецът коментира, че именно грешната стратегия на отбора е отнела победата му (Ферари не очаквали дъждът да спре, а напротив – отново да завали).
По време на Гран При на Канада Маса рави най-лошата си квалификация за сезона и на грида е шести. На пистата се появява кола за сигурност заради инцидент с Адриан Сутил. Всички пилоти спират в бокса, но Маса трябва да го направи два пъти заради забавяне с маркуча за гориво, което го връща на пистата на 17-о място. Бразилецът започва смела битка за връщане на позиции и успява все пак да завърши пети.
По време на френското Гран При Маса е втори на грида зад съотборника си Кими Райконен. На 3 – 4 секунди зад него е по време на първата половина на състезанието. Обаче Кими има проблем с ауспуха на болида си и това позволява на Маса да го изпревари. Бразилецът по-късно признава, че ако финландецът нямаше този проблем, той нямаше да спечели. Тази победа дава на Маса лидерството в шампионата, с 2 точки пред Роберт Кубица, 5 пред Райконен и 10 пред Хамилтън. Маса е първият бразилец, който води в шампионата след Аертон Сена през 1993 година.
По време на Гран При на Великобритания нещата стават много по-лоши за Маса. Той се класира девети в квалификацията, при това само заради неучастието на Робърт Кубица в третия квалификационен сегмент. По време на състезанието вали ужасно силно и Маса се завърта половин дузина пъти, завършвайки 13-и, на 2 обиколки от победителя Луис Хамилтън. Това е най-лошият резултат на Маса след Гран При на Унгария през 2007 година, когато той е 13-и.
Маса преживява сърцераздирателна загуба на Гран При на Унгария. На старта с великолепна маневра успява да изпревари Люис Хамилтън и Хейки Ковалайнен и повежда колоната в състезанието. Изглежда, че победата му е сигурна, когато точно 3 обиколки пред края двигателят му не издържа и гръмна.
Маса спечели с хеттрик (пол позишън, обиколка и най-бърза обиколка) във Валенсия, Гран При на Европа. Единствената по-интересна ситуация е след първите пит-стопове. Тогава Маса излиза от бокса по същото време, когато Адриан Сутил минава покрай него и болидите им почти се докосват, но Маса пуска Сутил напред и след състезанието стюардите решават да го накажат с 10 000 €, но той си запазва победата. Бразилецът печели десетата си победа на Гран При на Белгия, където завършва втори, но наказание на Люис Хамилтън с 25 секунди му позволява да вземе и тази победа.
Маса взема пол попизшън на първото нощно състезание в историята на Формула 1 – Гран При на Сингапур. По време на състезанието бразилецът по време на спиране в бокса, след като е видял зелена светлина от Ферари, остава с маркуча за гориво прикрепен за болида му и това го забавя и го връща на последна позиция на пистата. По-късно му е наложено наказание, което още повече провали състезанието му и той завършва извън зоната на точките.
По време на Гран При на Япония Маса е пети в квалификацията. Междувременно неговият съперник за титлата взема първа позиция. По време на състезанието се сблъсква с Хамилтън, след като британецът се опитва да го изпревари. Заради този инцидент Маса получава наказание. В крайна сметка завършва състезанието 7-и.
По време на Гран При на Китай Макларън Мерцедес тотално доминират над всички през целия уикенд. Маса е трети на грида, зад съотборника си Райконен и пилота на Макларън Люис Хамилтън. Британецът е по-бърз от всички и печели, а Маса е пропуснат от съотборника си Кими Райконен, за да останат живи надеждите му за титлата. Преди последното състезание от сезона Маса е 7 точки зад Хамилтън.
Маса остава оптимист за Гран При на Бразилия, последно състезание за сезона: „Със сигурност сме в трудна позиция, но знаем, че много неща могат да се случат по време на едно състезание“. Последните две години той е завършил на първа и втора позиция на Интерлагос и казва, че „Обикновено, когато се състезаваш у дома, го правиш по-добре“. В края на сезона ситуацията за Ферари е следната – Маса трябва да завърши първи или втори, за да запази шансове за титла, а за да я спечели, Хамилтън трябва да е извън първите пет. Маса печели блестяща победа пред собствена публика, отново с хеттирк. Състезанието за титлата продължава по последната обиколка. Няколко тура преди края на сезона завалява дъжд и всички пилоти в челото влизат в бокса, за да сменят гумите си с такива за мокра писта. Люис Хамилтън прави грешка и е изпреварен от Себастиан Фетел, като това го върна на шеста позиция. Той обаче успява три завоя преди края да изпревари останалия със сухи гуми и едва държащ се на пистата Тимо Глок. Точно за 38 секунди изглежда, че Маса ще спечели титлата, но само една точка не му достига, за да го направи.
Сезон 2008 е най-успешният за Маса и той постига общо 6 победи, още 4 подиума, печели 5 квалификации и прави 3 най-бързи обиколки.
През 2008 г. Маса завършва втори в класирането, с 97 точки след Хамилтън.

#### 2009
Фелипе Маса е първият пилот, избран от ръководството на Ферари, който да тества болида за сезон 2009 – F60 на тестовете в Муджело, на 12 януари 2009 г.

##### Инцидент в Унгария
Въпреки многото километри, навъртяни с болида по време на предсезонните тестове, сезонът се развива лошо за Ферари. Още по-лошо се развива за Фелипе, който по време на състезанието за Голямата награда на Унгария – 2009, е ударен в главата по време на квалификационна обиколка от пружина, излетяла от задното окачване на болида Браун ГП, управляван от Рубенс Барикело.
Пружината удря Маса в лявата страна на каската, точно над визьора. От удара Маса губи съзнание и се удря в предпазните ограждения на пистата с около 290 км/ч. Вследствие на тежкия удар Фелипе получава тежка фрактура на черепа над лявото око и е настанен по спешност в болница АЕК в Будапеща. Опериран е от известния хирург Робърт Верес. След операцията е поставен в изкуствена кома. В интервю пред репортерите, дадено в неделя вечер, опериралият го лекар казва, че Маса ще остане в изкуствена кома през следващите 48 часа, но ще бъде буден периодично през това време.
В интервю, дадено пред медиите след операцията, медицинският директор на болницата Петер Бажзо казва: Фелипе Маса продължава да е с „опасност за живота“, но в стабилно състояние, въпреки „сигурността“ която ни дава резултатите от операциите, на множество фрактури, които има на черепа.
През цялото време в болницата до него е неговият брат, а от Бразилия спешно пристига бременната му в 5-ия месец съпруга Рафаела, заедно с майка му, баща му и личния лекар на семейството доктор Дино Алтман.

## Кариера
- 2001 г. – тест пилот на отбора на „Заубер-Петронас“.
- 2002 г. – официален пилот на отбора от Формула 1 „Заубер-Петронас“.
- 2003 г. – тест пилот на отбора на „Ферари“.
- 2004 г. – официален пилот на отбора от Формула 1 „Заубер-Петронас“.
- 2005 г. – официален пилот на отбора от Формула 1 „Заубер-Петронас“.
- 2006 г. – втори пилот в отбора на „Ферари“, където съотборник му е Михаел Шумахер.
- 2007 г. – първи пилот на Ферари, съекипник с Кими Райконен.
- 2008 г. – втори пилот на Ферари, съекипник с Кими Райконен.
- 2009 г. – първи пилот на Ферари, съекипник с Кими Райконен.
- 2010 г. – първи пилот на Ферари, съекипник с Фернандо Алонсо.
- 2011 г. – втори пилот на Ферари, съекипник с Фернандо Алонсо.
- 2012 г. – втори пилот на Ферари, съекипник с Фернандо Алонсо.
- 2013 г. – втори пилот на Ферари, съекипник с Фернандо Алонсо.
- 2014 г. – първи пилот на Уилямс, съекипник с Валтери Ботас
- 2015 г. – първи пилот на Уилямс, съекипник с Валтери Ботас